# 강화 전등사 대조루
강화 전등사 대조루(江華 傳燈寺 對潮樓)는 인천광역시 강화군 길상면 온수리, 전등사에 있는 건축물이다. 1995년 3월 1일 인천광역시의 문화재자료 제7호로 지정되었다.

## 개요
전등사는 아도화상이 고구려 소수림왕 11년(381)에 세운 절로 정족산성 안에 자리잡고 있다. 절 입구에 세운 대조루는 기둥을 세워 지면과 사이를 두고 지은 누각이다. 지은 시기를 알 수 없으나 조선 영조 25년(1749)과 헌종 7년(1841)에 고쳐 세웠다는 기록이 남아 있다. 그 뒤 크고 작은 보수를 거쳐 오늘에 이르고 있다. 앞면 5칸·옆면 2칸 규모이며 지붕은 옆면에서 볼 때 여덟 팔(八)자 모양을 한 팔작지붕이다. 지붕 처마를 받치기 위해 장식하여 만든 공포는 새 날개 모양의 익공 양식으로 비교적 간략한 수법이다.
안쪽에는 '선원각', '장사각' 현판과 함께 영조의 친필이라는 '취향당' 현판을 보관하고 있는데 현재 이들을 걸어 두었던 건물은 남아 있지 않다.

## 참고 자료
- 전등사 대조루 - 국가유산청 국가유산포털